# ОШ „Кнез Сима Марковић” Барајево
ОШ „Кнез Сима Марковић” је највећа основна школа на територији општине Барајево.

## Историјат
Отварање основних школа на територији општине Барајево трајало је више од 100 година, почев од 1843. године када је отворена прва школа, до 1. септембра 1950. године, када је отворена Основна школа Барајево 4 у насељу Багрдан. Применом прве реформе школства у Републици ова школа се спаја са тек отвореном Нижом гимназијом у Барајеву, која је почела са радом 17. септембра 1952. године. У јануару 1968. године школа се уселила у данашњу школску зграду.
Скупштина општине Барајево 1967. године донела је решење о давању имена школи, које гласи: Основна школа “Миодраг Вуковић Сељак“. Надимак “Сељак“ саставни је део имена овог студента и првоборца из Барајева који је погинуо у јануару 1945. године.
Од почетка школске 1969/70. школа обухвата следећа подручна одељења:
- Арнајево,
- Баћевац,
- Бељина,
- Бождаревац,
- Велики Борак,
- Губеревац,
- Гунцати,
- Глумчево Брдо,
- Лисовић 1,
- Лисовић 2,
- Манић,
- Равни Гај,
- Рожанци,
- Средњи Крај,

Од септембра 2004. године школа носи назив "Кнез Сима Марковић". 2007. године је поред старе зграде школе саграђена нова.

## Оснивање школе у Баћевцу
Баћевац се налази на коси која чини развође речице Магачке и потока Липоваче. Од центра Барајева удаљен је 3 km, а од Београда преко 20 km. суседна села су му: Барајево, Бождаревац, Велики Борак, Шиљаковац, Мељак и Гунцати. Школа у Баћевцу почела је да ради 1843. године, а била је завршена 1842. године. По величини је била друга по реду у посавском срезу, иза школе у Остружници. Прва зграда била је подигнута 1878. У овој школској згради учило је васпитавало више од педесет генерација из Баћевца, Мељака и Гунцата. Нажалост, 1922. године школа је била знатно оштећена од земљотреса. Уз извесну адаптацију и презиђивања служила је још десетак година, када је затворена. У периоду од 1915. до 1919. године школа је била затворена. Настава се изводила у овом објекту се до новембра 1930. године, када се сели у суседно село Гунцате. Од 1934. године деца из Баћевца наставу похађају у адаптираној сеоској кафани, све до изградње нове школеске зграде септембра 1938. године.
Промене у школству Барајева нису мимоишле ни ову школу, тако да она 1962. године постаје издвојено одељење осмогодишње школе у Барајеву, а тако је и данас. 22. децембра 1971. године отворена је нова школска зграда у центру села, преко пута Задружног дома. Школа је врло модерна и не само по садржају просторија, већ и по изгледу и материјалу од кога је грађена. Она има сопствено централно грејање на електричну енергију, водоводну мрежу и санитарије. У саставу школе налази се и стан за учитеље. Испред школе је лепо уређен парк, а иза школе воћњак. Овај објекат је и данас у употреби.

### Подручно одељење Баћевац
Након спајања малих четвороразредних школа са великом осмогодишњом школом, ученици су прелазили у матичну школу, у Барајеву. Тако је, као и остале подручне школе и ова припојена осмогодишњој школи у Барајеву и тако је постала њено подручно одељење. Ово издвојено одељење је четвороразредно. У ченици похађају наставу у четири чиста одељења у две смене. Од тада Баћевац је добио нову школску зграду коју је изградила Београдска заједница образовања. Овако конструисана школа је добила веома модеран изглед, како споља тако и по унутрашњем садржају просторија. Једина је школска зграда која је добила, поред матичне школе у Барајеву, сопствено централно грејање на струју и угаљ, као и сопствену водоводну мрежу и стан за учитеља. Испред школе подигнут је парк и огледни воћњак.
Данас школа је задржала идентичан изглед и настава се одржава у две смене које воде четири учитеља.

### Занимљивости
Баћевац су у прошлости посећивали знаменити људи попут Карађорђа, Милоша Обреновића, краља Милана и Бранислава Нушића. Карађорђе је често коначио у време Првог српског устанка у Баћевцу, Милош Обреновић је долазио у лов и прича се да је одредио место градње цркве и дао прилог. Бранислав Нушић је често посећивао школу и њеног учитеља Перу.

## Подручно одељење Равни Гај
Подручно одељење Равни Гај је издвојено одељење матичне Основне школе "Кнез Сима Марковић" у Барајеву. Настало је 1938. године након издвајања ученика из Глумчевог Брда из Барајевске школе број 1.

### Историјат подручног одељења Равни Гај
Да би се смањила путовања ученика до основне школе која се налазила у Глумчевом брду, дошло је време да се оснује још једно одељење Барајевске школе број 2. Међутим, како је са обезбеђењем школског простора, односно, погодне приватне куће, било тешко, посебним решењем Окружног начелства одлучено је да се та деца окупе у Багрдану. Тако да су деца из засеока Равни Гај, Витковица, Багрдан и Смрдан, похађали наставу у згради бивше Соколане у Багрдану, све док није 1938. године завршена школска зграда у засеоку Равни Гај. У пролеће 1960. године у школском дворишту ископан је бунар. Ова зграда се и данас користи.
После извршене реформе школства 1962. године, четвороразредна школа у Равном Гају, припаја се Осмогодишњој школи у Барајеву и постаје њено издвојено одељење.
Ово је четвороразредна школа. Настава се одвија у два комбинована одељења и то прво одељење првог и трећег, а друго одељење другог и четвртог разреда.
У дворишту школе се налази асфалтирани терен за мали фудбал. Школска зграда има следеће просторије: две учионице величине 6,15 х 8,40 m2; мала учионица 6,15 х 4 m2; ходник величине 12,60 х 2,80 m2; тоалет величине 3 х 2 m2; зборница величине 2 х 1,80 m2.

## Основна школа Бождаревац
Село Бождаревац налази се јужно од Барајево на неких 5 km и разуђеног је типа. Кроз центар села пролази пруга Београд –Бар као и Барајевска река. Школа је почела да ради под називом "Краљевско српска народна школа Бождаревачка", и током времена ће се мењати у зависности од уређења земље.
Из недовршеног летописа школе, који је водио учитељ Слободан Матејић, пише: „Основна школа у Бождаревцу основана је 1891. године.“ За потребе школе од једног сељака откупљена је сељачка кућа, покривена ћерамидом величине 11х10 метара, ова зграда је срушена деведесетих година двадесетог века. Кућа је имала једну просторију која је служила као учионица, ђачку трпезарију и учитељски стан. Због повећања броја ученика, 1907. године почела је да се гради нова школска зграда, која је завршена 1910. године али је се у новој школи почело радити тек 1912. године. Школска зграда грађена је од тврдог материјала: камен и цигла. Покривена је црепом. Има две учионице, ходник и канцеларију. Налази се на врло лепом месту, на брегу, поред старе школе. Пројекат је добијен од Банске управе дунавске бановине. Стара школска зграда је реновирана и служила је као школски стан или ђачка кухиња. 1936. године ископан је бунар у школском дворишту и он је до пре десетак година служио својој намени. У школско 1961/62. години поред редовног одржавања школске зграде урађено је још и ово: подигнута је бетонска ограда поред пута, прилазна стаза од капије до школе, као и једна степенаста бетонска стаза у дужини од 150 метара, која повезује пут за Велики Борак па кроз школски луг до школе, овом стазом ученици скраћују пут до школе за око километар; озидана је и нова шупа за огрев и школски тоалети.
После извршене реформе школства 1962. године, четвороразредна школа у Бождаревцу, припаја се осмогодишњој школи у Барајеву и постаје њено издвојено одељење. Ово је четворо разредна школа.Настава се одвија у два комбинована одељења: прво одељење је први и трећи разред, а друго одељење је други и четврти разред.
У школском дворишту се налазе два терена за физичко васпитање и то: један мали за елементарне игре; и велики терен за мали фудбал, рукомет и кошарку. Школску зграду чине: две учионице; два ходника; два тоалета: мушки и женски са по две кабине; кухиња.